# فیل لویس
فیل لویس (انگلیسی: Phill Lewis؛ زادهٔ ۴ سپتامبر ۱۹۶۸) یک هنرپیشه و کارگردان اهل ایالات متحده آمریکا است.
از فیلم‌ها یا برنامه‌های تلویزیونی که وی در آن نقش داشته است می‌توان به لگدزنان و جیغ‌کشان، من جاسوس، بوفینگر، زندگی سوئیت روی عرشه، الویس ساختمان را ترک کرد، شما اهل کدام سیاره هستید؟، مردم زیبا و زشت و هذرها اشاره کرد.